# Џорџ К. Вулф
Џорџ Костело Вулф (енгл. George Costello Wolfe; Франкфорт, 23. септембар 1954) јесте амерички драмски писац и филмски и позоришни режисер. Освојио је награду Тони 1993. године за Angels in America: Millennium Approaches и још један 1996. за мјузикл Bring in 'da Noise/Bring in 'da Funk. Радио је као режисер у од 1993. до 2004. године.

## Биографија
Вулф је рођен у афроамеричкој породици у Франкфорту, у Кентакију, син Ане (рођене Линдзи), васпитачице, и Костела Вулфа, владиног службеника. Похађао је само црначку државну школу (Розенвалд школа) у којој је предавала његова мајка. Након породичног пресељења, почео је да похађа интегрисане државне школе у Франкфорту, где је почео да се интересује за позоришну уметност и писао поезију и прозу за школски књижевни часопис. 
Након средње школе, Вулф се уписао на Државни универзитет Кентакија, историјски црначки колеџ и алма матер његових родитеља. Након прве године, прешао је на колеџ Помона у Клермонту, Калифорнија, где је дипломирао позориште. Волф је неколико година предавао у Лос Анђелесу у Културном центру Inner City.
Преселио се на источну обалу и предавао у Њујорку. Године 1983. магистрирао је драмско писање и музичко позориште на Универзитету у Њујорку.

## Радови

### Позориште
| Година | Оригинални наслов                        | Кредитован као:                          | Место одржавања                   |
| ------ | ---------------------------------------- | ---------------------------------------- | --------------------------------- |
| 1992   | Jelly's Last Jam                         | Редитељ, писац                           | Virginia Theatre                  |
| 1993   | Angels in America: Millennium Approaches | Редитељ, продуцент                       | Walter Kerr Theatre               |
| 1993   | Angels in America: Perestroika           | Редитељ, продуцент                       | Walter Kerr Theatre               |
| 1994   | Twilight: Los Angeles, 1992              | Редитељ, продуцент                       | Cort Theatre                      |
| 1995   | The Tempest                              | Редитељ, продуцент                       | Broadhurst Theatre                |
| 1996   | Bring in 'da Noise, Bring in 'da Funk    | Редитељ, продуцент, писац лирског текста | Ambassador Theatre                |
| 1998   | Golden Child                             | Продуцент                                | Longacre Theatre                  |
| 1998   | On the Town                              | Редитељ, продуцент                       | George Gershwin Theatre           |
| 2000   | The Ride Down Mt. Morgan                 | Продуцент                                | Ambassador Theatre                |
| 2000   | The Wild Party                           | Редитељ, продуцент, писац                | Virginia Theatre                  |
| 2002   | Elaine Stritch At Liberty                | Редитељ, продуцент                       | Neil Simon Theatre                |
| 2002   | Topdog / Underdog                        | Редитељ, продуцент                       | Ambassador Theatre                |
| 2003   | Take Me Out                              | Продуцент                                | Walter Kerr Theatre               |
| 2004   | Caroline, or Change                      | Редитељ, продуцент                       | Eugene O'Neill Theatre            |
| 2006   | Mother Courage and Her Children          | Редитељ                                  | Delacorte Theatre in Central Park |
| 2011   | The Normal Heart                         | Редитељ                                  | John Golden Theatre               |
| 2013   | Lucky Guy                                | Редитељ                                  | Broadhurst Theatre                |
| 2016   | Shuffle Along                            | Редитељ, писац                           | Music Box Theatre                 |
| 2018   | The Iceman Cometh                        | Редитељ                                  | Bernard B. Jacobs Theatre         |
| 2019   | Gary: A Sequel to Titus Andronicus       | Редитељ                                  | Booth Theatre                     |

### Филмографија
| Година | Оригинални наслов                    | Кредитован као    | Улога             |
| ------ | ------------------------------------ | ----------------- | ----------------- |
| 1989   | Trying Times                         | Писац (1 епизода) | —                 |
| 1993   | Fires in the Mirror                  | Режисер           | —                 |
| 1994   | Fresh Kill                           | Глумац            | Отело Јелов       |
| 2004   | Garden State                         | Глумац            | Менаџер ресторана |
| 2005   | Lackawanna Blues                     | Режисер           | —                 |
| 2006   | The Devil Wears Prada                | Глумац            | Пол               |
| 2008   | Nights in Rodanthe                   | Director          | —                 |
| 2014   | You're Not You                       | Director          | —                 |
| 2017   | The Immortal Life of Henrietta Lacks | Режисер, писац    | —                 |
| 2019   | She's Gotta Have It                  | Глумац            | Глуми самог себе  |
| 2020   | Ma Rainey's Black Bottom             | Режисер           | —                 |
| TBA    | Rustin                               | Режисер, писац    | —                 |